# ایلیا دیاکوف
ایلیا دیاکوف (انگلیسی: Iliya Dyakov؛ زادهٔ ۲۹ سپتامبر ۱۹۶۳) بازیکن فوتبال اهل بلغارستان بود.
از باشگاه‌هایی که در آن بازی کرده‌است می‌توان به باشگاه فوتبال زسکا صوفیه اشاره کرد.
وی همچنین در تیم ملی فوتبال بلغارستان بازی کرده‌است.